# Doctor Pedro P. Peña
Dr. Pedro P. Peña este un oraș din departamentul Boquerón, Paraguay.